# Ricardo Cabot
Ricardo Cabot Durán (* 6. November 1949 in Barcelona) ist ein ehemaliger spanischer Hockeyspieler. Er gewann 1980 mit der spanischen Nationalmannschaft die olympische Silbermedaille und war 1974 Europameister.

## Karriere
1974 fand in Madrid die zweite Europameisterschaft der Herren statt. Die spanische Mannschaft belegte in der Vorrunde den ersten Platz vor den punktgleichen Walisern. Mit einem 2:1 gegen die Franzosen im Viertelfinale und einem Halbfinalsieg mit 1:0 über die Niederländer erreichten die Spanier das Finale. Dort gewannen sie mit 1:0 gegen die deutsche Mannschaft. 1976 bei den Olympischen Spielen in Montreal belegten die Spanier in der Vorrunde den dritten Platz. Im Spiel um den fünften Platz unterlagen die Spanier der deutschen Mannschaft mit 1:9.
1979 erreichte die spanische Nationalmannschaft das Finale bei den Mittelmeerspielen in Split und gewann Silber hinter den Jugoslawen. Am Herrenwettbewerb bei den Olympischen Spielen 1980 nahmen wegen des Olympiaboykotts nur sechs Mannschaften teil, die in der Vorrunde gegen jede andere Mannschaft antraten. Die Spanier belegten in der Vorrunde mit vier Siegen und einem Unentschieden den ersten Platz und traten im Kampf um die Goldmedaille gegen die in der Vorrunde zweitplatzierte indische Mannschaft an. Das Finale gewannen die Inder mit 4:3. Bei seiner dritten Olympiateilnahme 1984 in Los Angeles belegten die Spanier den achten Platz.
Auf Vereinsebene spielte Cabot für den Real Club de Polo de Barcelona, mit dem er sechsmal spanischer Meister wurde. Im gleichen Verein spielte auch sein Bruder Javier Cabot. Beider Vater Ricardo Cabot y Boix hatte 1948 für Spanien an den Olympischen Spielen in London teilgenommen.